# 秋菊の物語
『秋菊の物語』（しゅうぎくのものがたり、原題：秋菊打官司）は、1992年製作の中国映画。張芸謀（チャン・イーモウ）監督、鞏俐（コン・リー）主演。

## 概要
原作は陳源斌（チェン・ユアンピン）の小説『萬家訴訟』。これまでの鮮やかな映像美の張芸謀（チャン・イーモウ）作品とは打って変わって、この映画は素朴でリアリズム的な映像作品となっている。張芸謀（チャン・イーモウ）は当初コメディ映画を撮るつもりでいたが、スタッフなどの反対もあり、風刺的な面を持ったヒューマンドラマ作品として成立した。また、鞏俐（コン・リー）、雷恪生（レイ・ラオション）、戈治均（コオ・チーチュン）、劉佩琦（リュウ・ペイチー）の4人以外の出演者は全員近隣の村に住む素人である。
第49回ヴェネツィア国際映画祭で金獅子賞を、また主演の鞏俐（コン・リー）が同映画祭で主演女優賞をそれぞれ受賞している。

## あらすじ
身重の秋菊の夫・慶來が村長との些細なトラブルから股間を蹴られ怪我をした。決して謝らない村長の態度に怒った秋菊は郡の役場に訴える。李巡査は村長が賠償金を払う和解案を示すが、村長は金は支払うものの謝らず反省の態度を見せない。納得できない秋菊は県の役所に訴えるが審理の結果は変わらない。さらに市の役所へと向かう秋菊。彼女はただ村長に謝ってほしいだけなのだが、ことはどんどん大きなことになっていく……。

## キャスト
- 秋菊（しゅうぎく）（チュウチュィ）：鞏俐（コン・リー）
- 村長・王善堂（ワン・シャンタン）：雷恪生（レイ・ラオション）
- 巡査・李（リー）：戈治均（コオ・チーチュン）
- 夫・萬慶來（ワン・チンライ）：劉佩琦（リュウ・ペイチー）
- 妹・妹子（メイツ）：楊柳春（ヤン・リュウチュン）
- 医者：葉軍（イエ・チュン）
- 慶來の父：朱萬清（チュウ・ワンチン）
- 村長の妻：楊恵琴（ヤン・ホエィチン）
- 宿の老人：林子（リン・ツ）
- 局長・厳（イェン）：崔絡紋（ツォィ・ルオウェン）
- 弁護士・呉（ウー）：王建法（ワン・チェンファ）

## スタッフ
- 監督：張芸謀（チャン・イーモウ）
- 原作：陳源斌（チェン・ユアンピン）『萬家訴訟』
- 脚本：劉恒（リュウ・ホン）
- 撮影：池小寧（チー・シアオニン）、于小群（ユイ・シアオチュン）、盧宏義（リュウ・ホンイー）
- 美術：曹久平（ツァオ・チオウピン）
- 音楽：趙季平（チャオ・チーピン）
- 録音：李嵐華（リー・ランホア）
- 編集：杜媛（トゥ・ユアン）
  - 田村志津枝　日本語字幕翻訳